# Trichonta flebilis
Trichonta flebilis är en tvåvingeart som beskrevs av Gagne 1981. Trichonta flebilis ingår i släktet Trichonta och familjen svampmyggor.
Artens utbredningsområde är Nepal. Inga underarter finns listade i Catalogue of Life.